# 法古斯
法古斯是埃及的城鎮，由東部省負責管轄，位於該國東北部尼羅河三角洲東南部，面積485.3平方公里，主要經濟活動有農業、畜牧業和工業，2006年人口78,405。
30°44′N 31°48′E / 30.733°N 31.800°E